# Naoko Matsubara

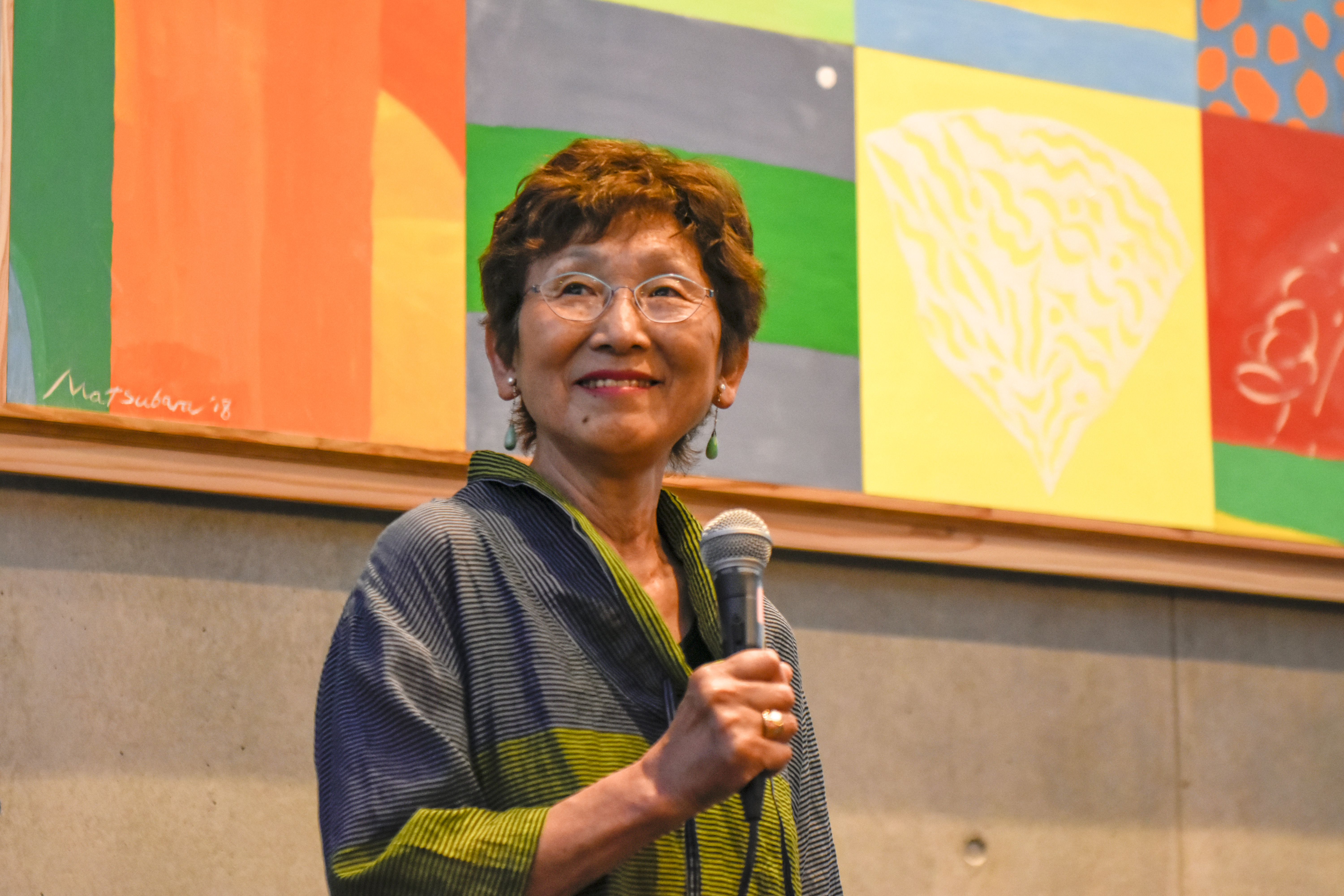
Naoko Matsubara (2018)

Naoko Matsubara (jap. 松原 直子, Matsubara Naoko; * 1937 in der Präfektur Tokushima auf Shikoku) ist eine japanisch-kanadische Künstlerin, die vor allem für ihre Holzschnitte bekannt ist.

## Leben
Naoko Matsubara wuchs als Tochter eines prominenten Shintō-Priesters in Kyōto auf und studierte dort auch an der Kyōto-shiritsu Geijutsu Daigaku. Nach ihrem Abschluss ging sie als Fulbright-Stipendiat an die Carnegie Mellon University in Pittsburgh and erhielt einen Master of Fine Arts. Dann studierte sie für ein Jahr an dem Royal College of Art in London und kehrte nach Reisen durch Europa und Asien 1963 wieder nach Japan zurück. Zwei Jahre später ging sie wieder in die USA, zunächst um als Assistentin von Fritz Eichenberg, einem Kunstprofessor, zu arbeiten. Danach unterrichtete sie am Pratt Graphic Center in New York und an der Universität von Rhode Island und ließ sich schließlich als freischaffende Künstlerin in Cambridge (Massachusetts) nieder. Nachdem sie David Waterhouse, einen Professor der Universität von Toronto, geheiratet hatte, zog sie 1972 nach Oakville in Kanada, wo sie seitdem als Künstlerin lebt und arbeitet.
Die Schriftstellerin Hisako Matsubara ist ihre ältere Schwester.

## Werk
Werke von Naoko Matsubara befinden sich unter anderem in den Sammlungen der Albertina in Wien, des britischen Museums in London, des Nationalmuseums für moderne Kunst in Kyoto, des Philadelphia Museum of Art, des Nationalmuseums für moderne Kunst in Tokyo, des Royal Ontario Museums in Toronto, des Chicago Art Institute, des Meguro Museums in Tokyo und des Museums für Gewerbe und Kunst in Hamburg.
Neben ihren Holzschnitten, die in Museen und Galerien in der ganzen Welt ausgestellt wurden, hat Naoko Matsubara auch 18 Bücher illustriert. Insbesondere illustrierte sie mit ihrem Werk Tales Of Days Gone By 17 ausgewählte Geschichten aus dem Konjaku Monogatari, einer Geschichtensammlung aus dem 12. Jahrhundert. Sie illustrierte ebenfalls die deutsche Ausgabe des Taketori Monogatari, das von ihrer Schwester, der deutschsprachigen Schriftstellerin Hisako Matsubara übersetzt und mit einem Nachwort versehen wurde. Zusätzlich zu ihrer künstlerischen Arbeit verfasste Naoko Matsubara auch zahlreiche Artikel und Dokumentationen zu künstlerischen Themen.